# پایگاه هوایی چیگلی
پایگاه هوایی چیگلی (به انگلیسی: Çiğli Air Base) (به زبان بومی: Çiğli Hava Üssü) یک فرودگاه نظامی با کد یاتا IGL است که یک باند فرود آسفالت دارد و طول باند آن ۲۹۹۳ متر است. این فرودگاه در کشور ترکیه قرار دارد و در ارتفاع ۵ متری از سطح دریا واقع شده‌است.